# Sphaerobothris ulkei
Sphaerobothris ulkei är en skalbaggsart som först beskrevs av Leconte 1860.  Sphaerobothris ulkei ingår i släktet Sphaerobothris och familjen praktbaggar. Inga underarter finns listade i Catalogue of Life.